# Yanai
Yanai (柳井市 -shi) é uma cidade japonesa localizada na província de Yamaguchi.
Em 2003, a cidade tinha uma população estimada em 33 161 habitantes e uma densidade populacional de 259,35 h/km². Tem uma área total de 127,86 km².
Recebeu o estatuto de cidade a 31 de Março de 1954.